# Princesa Isabel (Schiff)
Die Princesa Isabel war ein 1962 in Dienst gestelltes Passagierschiff, das unter anderem im Liniendienst vom Lloyd Brasileiro eingesetzt wurde. Das 1980 für Kreuzfahrten umgebaute Schiff wechselte in seiner 46 Jahre andauernden Dienstzeit mehrfach seinen Namen und Eigner, ehe es 2008 im indischen Alang abgewrackt wurde.

## Geschichte
Die Princesa Isabel wurde unter der Baunummer 104 bei Sociedad Española de Construcción Naval in Bilbao gebaut und am 18. Januar 1961 vom Stapel gelassen. Nach der Übernahme am 30. August 1962 durch die Cia. Nacional de Nav. Costeria Autarquia Federal stand das Schiff im Liniendienst an der brasilianischen Küste nach Uruguay und Argentinien im Einsatz. Ergänzt wurde es hierbei im Oktober 1962 von seinem Schwesterschiff Princesa Leopoldina. 1966 übernahm der Lloyd Brasileiro die Bereederung des Schiffes.
Im Oktober 1969 wurde die Princesa Isabelan die Dominion Navigation Company mit Sitz in Melbourne verkauft und in Marco Polo umbenannt. Das Schiff war fortan für Kreuzfahrten von Australien nach Asien im Einsatz. 1978 ging es als Aquamarine an die griechische Kavounides Lines, um im Liniendienst von Hongkong nach Kobe in Dienst gestellt zu werden.
1980 wurde die Aquamarine in Hongkong zu einem Kreuzfahrtschiff umgebaut und fortan für Reisen vor China und Australien eingesetzt. Nachdem das Schiff 1981 nach der Insolvenz seiner Eigner von der Commercial Bank of Greece übernommen worden war, ging es zum Aufliegen nach Eleusis.
Nach sieben Jahren Liegezeit wurde die Aquamarine 1988 an die griechische Epirotiki Lines verkauft, um fortan als Odysseus für Kreuzfahrten im Mittelmeer eingesetzt zu werden. 1992 war das Schiff Drehort des Thrillers Bitter Moon von Roman Polanski. 
1995 schloss sich Epirotiki mit der Sun Line zu Royal Olympic Cruises zusammen, wodurch die Odysseus wie alle Schiffe der Flotte fortan für diese Reederei fuhr.
Nach der Insolvenz von Royal Olympic Cruises 2004 ging die Odysseus im Mai 2005 als Lucky Star an Investoren in Asien, um zuerst in Macau und ab 2006 in Singapur als Casinoschiff eingesetzt zu werden. 2008 ging das Schiff schließlich unter dem Überführungsnamen Lucky nach 46 Dienstjahren zum Abbruch ins indische Alang, wo es am 25. Januar 2008 eintraf und am 5. Februar zum Abwracken auf den Strand gezogen wurde.